# Freimut Börngen
Freimut Börngen   (Halle, 17 d'octubre de 1930 - Isserstedt, 19 de juny de 2021) va ser un astrònom alemany. Va estudiar les galàxies a l'Observatori Karl Schwarzschild de Turíngia, a Alemanya. Encara que es va retirar el 1995, continuava treballant d'astrònom com a aficionat. Fins al juliol de 2006 va descobrir 519 nous asteroides, i va ser homenatjat pel seu treball el 2006, quan el president alemany Horst Köhler li va concedir la Creu al Mèrit (Bundesverdienstkreuz am Bande).